# پرگویی
همچنین ببینید: درازگویی
پرگویی (انگلیسی: Pleonasm) استفاده از کلماتی بیش از آنچه که برای انتقال یک معنای خاص لازم است است. این نوعی افزونگی در نظر گرفته می‌شود و اغلب می‌تواند غیرضروری یا لفظی دیده شود. نمونه‌هایی از پرگویی عبارتند از «هدیه رایگان»، «دقیقا همان»، «طرح‌های های آینده» و «نوآوری جدید». این عبارات را می‌توان به ترتیب به «هدیه»، «همان»، «طرح‌ها» و «نوآوری» ساده‌سازی کرد، بدون اینکه معنا تغییر کند.